# Levesque (perro)
El lévesque es una raza canina extinta de origen francés; desapareció en los años 1970 fundiéndose en la raza Français noir et blanc.
Clasificada en el grupo 6 de la FCI, fue creada por M. Lévesque a partir del cruce entre el Foxhound inglés y la raza Gascón.